# Lijst van films
Deze lijst van films-pagina is bedoeld als een indexpagina.
De lidwoorden de, een, het, the, it, an, a, le en un aan het begin van de filmtitel zijn genegeerd bij het ordenen op alfabet. Daarnaast worden voornamen en toevoegsels als Mister en Doctor niet meegenomen bij de indeling.
| Films naar genre | Films naar genre | Films naar genre |
| --- | ---------------- | ---------------- |
| animatiefilm biopic fantasy film noir historisch drama horror kerstfilm komedie misdaad musical oorlogsfilm piratenfilm postapocalyptische film punkfilm rampenfilm sciencefiction vampierfilm western zombiefilm |                  |                  |

| Films naar jaar |
| --------------- |
| 1890-1899       |
| 1900-1909       |
| 1910-1919       |
| 1920-1929       |
| 1930-1939       |
| 1940-1949       |
| 1950-1959       |
| 1960-1969       |
| 1970-1979       |
| 1980-1989       |
| 1990-1999       |
| 2000-2009       |
| 2010-2019       |
| 2020-2029       |

| Overige lijsten              |
| ---------------------------- |
| Succesvolste films           |
| Duurste films                |
| Films in publiek domein      |
| Films met een vrije licentie |

| Lijst van films |
| --------------- |
| 0 t/m 9         |
| A t/m D         |
| E t/m I         |
| J t/m R         |
| S t/m Z         |

NB: De lijsten op alfabet en de chronologische lijsten zijn niet tegelijkertijd aangemaakt, waardoor films niet in beide lijsten hoeven voor te komen.